# Синята кърпичка
„Синята кърпичка“ (на руски: „Синий платочек“) е руски съветски валс от 1940 г., посветен на воините от Червената армия.
Става особено популярен, когато текстът е свързан и изпълняван по време на Втората световна война.

## Синята кърпичка

### Създаване
Автор на музиката е полякът Ежи Петербургски. След капитулацията на Полша по време на Втората световна война и нейната подялба той се оказва в град Белосток, преминал към СССР. В края на 1939 г. е диригент на Беларуския републикански джазов оркестър. Заедно с Хенрих Холд създава естрадната група „Голубой джаз“.
По време на гастрол в Московския театър „Ермитаж“ през 1940 г. групата изпълнява новия му валс, композиран в Днепропетровск. Присъстващият на концерта поет и драматург Яков Галицки се впечетлява от изпълнението и записва в своя бележник няколко куплета текст към валса:
„Синенький скромный платочек
падал с опущенных плеч.
Ты говорила,
что не забудешь
ласковых, радостных встреч...“.
След няколко дена довършва текста и валсът е изпълнен от солиста на групата Станислав Ландау. Лиричният валс бързо се превръща в шлагер.
Изпълняван е от популярните певци Вадим Козин, Михаил Гаркави, Лидия Русланова, Екатерина Юровска, Изабела Юриева. Записан е на грамофонна плоча в Ленинградската грамофонна фабрика.

### Втора световна война
След нападението на Германия над СССР поетът Борис Ковинев пише нов текст, посветен на трудната военна 1941 г., на раздялата на войниците с любимите момичета. Изпълнение на певицата Лидия Русланова получава огромна популярност сред войниците на фронта:
Двадцать второго июня, ровно в 4 часа:
Двадцать второго июня,
Ровно в четыре часа
Киев бомбили,
Нам объявили,
Что началася война.
Кончилось мирное время,
Нам расставаться пора.
Я уезжаю,
Быть обещаю
Верным тебе до конца.
И ты смотри,
С чувством моим не шути!
Выйди, подруга,
К поезду друга,
Друга на фронт проводи.
Дрогнут колеса вагона,
Поезд помчится стрелой.
Ты мне с перрона,
Я-с эшелона
Грустно помашем рукой.
Пройдут года,
Снова я встречу тебя.
Ты улыбнешься,
К сердцу прижмешься
И поцелуешь, любя.
През 1942 г. на Волховския фронт при Ленинград военният кореспондент лейтенант Михаил Максимов редактира текста на Яков Галицки. Новият вариант е публикуван във фронтовия дивизионен вестник „За Родину!“ (бр. 101, 8 юни 1942 г.) и изпълнен на фронтови концерт от Клавдия Шулженко. Записан е на грамофонна плоча в началото на 1943 г. и се превръща във войнишки символ на войната срещу Германия.
Синий платочек
Синенький, скромный платочек
Падал с опущенных плеч.
Ты говорила,
Что не забудешь
Ласковых, радостных встреч.
Порой ночной
Мы распрощались с тобой…
Нет больше ночек!
Где ты, платочек,
Милый, желанный, родной?
Помню, как в памятный вечер
Падал платочек твой с плеч,
И провожала,
обещала
Синий платочек сберечь.
И пусть со мной
Нет сегодня любимой, родной,
Знаю, с любовью
Ты к изголовью
Прячешь платок голубой.
Письма твои получая,
Слышу я голос живой.
И между строчек
Синий платочек
Снова встает предо мной.
И часто в бой
Провожает меня облик твой,
Чувствую, рядом
С любящим взглядом
Ты постоянно со мной.
Сколько заветных платочков
Носим в шинелях с собой!
Нежные речи,
Девичьи плечи
Помним в страде боевой.
За них, родных,
Желанных, любимых таких.
Строчит пулеметчик
За синий платочек,
Что был на плечах дорогих!

### Популярност
Днес валсът е изключително популярен в Русия. Редовно се изпълнява от съвременните популярни певци Татяна Буланова, група „Фабрика“, Сергей Лазарев и Юлия Савичева, Юлия Началова, Согдиана, Жана Бичевска, Елена Ваенга, Зара, Ани Лорак, Таисия Повали и др.